# Эскадренные миноносцы типа «Исокадзэ»
Эскадренные миноносцы типа «Исокадзэ» (яп. 磯風型駆逐艦 Исокадзэгата кутикукан) — тип японских эскадренных миноносцев.

## Строительство
Строились по судостроительной программе 1915 года. Проект основан на эсминцах типа «Умикадзэ», но по компоновке и внешнему виду также имеет много общего с построенными ранее лёгкими эсминцами типа «Каба».
Помимо более крупных по сравнению с типом «Умикадзэ» размеров, эти корабли также получили единый калибр артиллерии (хотя орудия и остались устаревшими 120-мм с длиной ствола 40 калибров). Пулемёты калибра 6,5-мм стояли на возвышенных площадках (что оказалось не совсем удачным, так как стрельбе мешал дым из труб), и предназначались для обороны от самолетов. На эти эсминцы также впервые в японском флоте были установлены 533-мм торпедные аппараты.
Развитием проекта стали эсминцы типа «Кавакадзэ».

## История службы
Вскоре после вступления в строй 25 марта 1918 года погиб «Токицукадзэ», переломившийся в результате посадки на камни у берегов Кюсю. В июле 1918 года корабль был поднят и отправлен в Майдзуру на ремонт, и в феврале 1920 года вернулся в строй.
Во время захвата Маньчжурии (1931—1932 года) «Исокадзэ», «Амацукадзэ», «Хамакадзэ», «Токицукадзэ» составляли 18-й дивизион эсминцев, входивший в состав Китайской эскадры, и в течение последующих четырёх лет находились в китайских водах.
1 апреля 1936 года все 4 представителя этого типа были исключены из состава флота, чтобы высвободить лимит тоннажа под новые корабли. Три эсминца были сданы на слом, а «Токицукадзэ» стал учебным судном, а затем блокшивом «Хайкан № 20». Во время войны он оставался в Этадзиме, а в 1948 году его разобрали в Куре.

## Представители серии
| Название                                     | Место постройки                    | Заложен            | Спущен на воду       | Вступил в строй      | Судьба                          |
| -------------------------------------------- | ---------------------------------- | ------------------ | -------------------- | -------------------- | ------------------------------- |
| Исокадзэ (яп. 磯風 ветер над пляжем)         | Морской арсенал Куре, Куре, Япония | 5 апреля 1916 года | 5 октября 1916 года  | 28 февраля 1917 года | Сдан на слом 1 апреля 1936 года |
| Амацукадзэ (яп. 天津風 небесный ветер)       | Морской арсенал Куре, Куре, Япония | 1 апреля 1916 года | 5 октября 1916 года  | 28 февраля 1917 года | Сдан на слом 1 апреля 1936 года |
| Хамакадзэ (яп. 浜風 береговой ветер)         | верфь «Мицубиси», Нагасаки, Япония | 1 апреля 1916 года | 30 октября 1916 года | 28 марта 1917 года   | Сдан на слом 1 апреля 1936 года |
| Токицукадзэ (яп. 時津風 благоприятный ветер) | верфь «Кавасаки», Кобе, Япония     | 10 марта 1916 года | 27 декабря 1916 года | 31 мая 1917 года     | Разобран в 1948 году            |